# N231 (België)
De N231 is een gewestweg in België tussen Buizingen (N6) en Sint-Genesius-Rode (N5). De weg heeft een lengte van ongeveer 12 kilometer.
De gehele weg bestaat uit twee rijstroken in beide rijrichtingen samen.

## Plaatsen langs N231
- Buizingen
- Huizingen
- Dworp
- Alsemberg
- Sint-Genesius-Rode